# Pensées métaphysiques
Les Pensées Métaphysiques (en latin Cogitata Metaphysica) sont une œuvre de Spinoza rédigée en latin en 1663, elle est divisée en deux parties, la première sur l'être et ses affections, la seconde sur Dieu et ses attributs, et sur l'esprit humain.

## Citation
« La première signification de Vrai et de Faux semble avoir son origine dans les récits ; et l’on a dit vrai un récit, quand le fait raconté était réellement arrivé ; faux, quand le fait raconté n’était arrivé nulle part. Plus tard, les philosophes ont employé le mot pour désigner l’accord d’une idée avec son objet ; ainsi, l’on appelle idée vraie celle qui montre une chose comme elle est en elle-même ; fausse, celle qui montre une chose autrement qu’elle n’est en réalité. Les idées ne sont pas autre chose en effet que des récits ou des histoires de la nature dans l’esprit. Et de là on en est venu à désigner de la même façon, par métaphore, des choses inertes ; ainsi, quand nous disons de l’or vrai ou de l’or faux, comme si l’or qui nous est présenté racontait quelque chose sur lui-même, ce qui est ou n’est pas en lui. »
1re partie, chap. VI, Gallimard, « La Pléiade », trad. R. Caillois.